# Sangamner
Sangamner, est une ville et un conseil municipal du district d'Ahmadnagar dans l'État indien du Maharashtra. Lors du recensement de l'Inde de 2011, sa population s'élève à 65 804 habitants.